# Лощинка (струмок)
Лощинка — струмок в Україні, у Рахівському районі Закарпатської області, лівий доплив Тиси (басейн Дунаю).

## Опис
Довжина струмка приблизно 4 км. Формується з багатьох безіменних струмків.

## Розташування
Бере початок на північному заході від гори Счевори. Тече переважно на північний захід і на північному сході від села Круглий впадає у річку Тису, ліву притоку Дунаю.